# Alessandro Asmoneo
Alessandro Asmoneo (... – 49 a.C.) è stato un nobile ebreo antico.
Imprigionato da Gneo Pompeo nel 63 a.C., fuggi 5 anni più tardi e capeggiò la ribellione contro Ircano II, fallita e soppressa dai Romani.
Dopo una seconda rivolta, nel 55 a.C. Alessandro fu ucciso.